# 済州国際空港
済州国際空港（チェジュこくさいくうこう、韓国語：제주국제공항、英語：Jeju International Airport）は、韓国南部の済州特別自治道済州市にある国際空港である。1968年に開港した。
チェジュ航空のハブ空港及び大韓航空とアシアナ航空の焦点都市となっている。2017年、ソウル金浦国際空港との間は年間の運航便数が64,991便、1日当たりでは178便で世界一旅客の多い路線だった。2019年の旅客数は3131万人で韓国の空港では2位だった。
国内空港で唯一、本土行き航空便旅客を対象とした国内線旅客向け免税店がある。市中心部まで3km程で、バスかタクシーを使って移動するのが一般的である。

## 就航航空会社と就航地
2020年以降、新型コロナウイルス感染症の影響により、多くの定期便が運休、減便、経路変更となっている。
| 航空会社         | 就航地                                                          |
| ---------------- | --------------------------------------------------------------- |
| 大韓航空         | ソウル/金浦、釜山、清州、光州、蔚山、麗水 東京/成田、北京/首都  |
| アシアナ航空     | ソウル/金浦、清州、大邱、光州、麗水                             |
| チェジュ航空     | ソウル/金浦、釜山、清州、大邱、光州 、香港 北京/首都、マカオ    |
| ジンエアー       | ソウル/金浦、釜山、清州、大邱、光州、浦項、原州、麗水 上海/浦東 |
| エアプサン       | ソウル/金浦、釜山                                               |
| エアソウル       | ソウル/金浦                                                     |
| ティーウェイ航空 | ソウル/金浦、清州、大邱、光州、 大阪/関西、台北/桃園            |
| イースター航空   | ソウル/金浦、清州、上海/浦東、台北/桃園                         |
| エアロK          | 清州                                                            |
| ハイエア         | 泗川、蔚山                                                      |
| 中国東方航空     | 上海/浦東                                                       |
| 中国南方航空     | 大連                                                            |
| 中国国際航空     | 北京/首都                                                       |
| 江西航空         | 南昌                                                            |
| 春秋航空         | 上海/浦東、寧波、瀋陽、北京/大興、広州、南京、杭州              |
| 吉祥航空         | 上海/浦東、北京/大興、無錫                                      |
| 長竜航空         | 杭州                                                            |
| 深圳航空         | 深圳                                                            |
| 青島航空         | 青島                                                            |
| 北京首都航空     | 杭州                                                            |
| 香港エクスプレス | 香港                                                            |
| タイガーエア台湾 | 台北/桃園                                                       |
| スクート         | シンガポール                                                    |

2024年10月現在

## 新空港
済州国際空港の利用客増加に伴い、韓国政府は新空港の建設を決定した。計画では、新空港は済州国際空港の南東40㎞の位置にある西帰浦市新山里に建設される。滑走路は長さ3200m、幅60mの1本のみ建設。2025年の着工、2030年の開港を目標としている。
反対運動として、「済州第2空港反対委員会」が結成されている。同団体は成田空港問題において三里塚闘争を継続している三里塚芝山連合空港反対同盟（北原派）が主催するデモ活動にも参加している。